# Герберт, Сидни
Сидни Герберт, 1-й барон Герберт Ли (англ. Sidney Herbert, 1st Baron Herbert of Lea; 16 сентября 1810 — 2 августа 1861) — британский политик, министр.

## Биография
Сын Джорджа Герберта, 11-го графа Пембрука, и русской графини Екатерины Воронцовой, дочери русского посла Семёна Воронцова. Образование получил в школе Хэрроу и в колледже Ориэль в Оксфорде. В 1832 году был избран в Палату общин от Уилтшира. В кабинете Пиля был сначала секретарём Контрольного совета, в 1841 году стал заместителем военно-морского министра и в 1845 году — министром по военным делам; вышел в отставку вместе с кабинетом в 1846 году, затем вновь занимал эту должность с декабря 1852 по январь 1855 годах в кабинете Абердина (в том числе в период Крымской войны). После прихода к власти Палмерстона был сначала назначен министром колоний, но спустя несколько недель вышел в отставку в связи с протестом против расследования военной подготовки к Крымской войне, за что он, будучи тогда военным министром, нёс частичную ответственность. С июня 1859 по июль 1860 года вновь был военным министром (в правительстве Палмерстона) и на этом посту произвёл существенные реформы, улучшив организацию армии. В июле 1861 года получил баронский титул и вынужден был перейти в Палату лордов; будучи к тому времени уже тяжело больным, практически сразу вышел в отставку и скончался спустя несколько дней после этого.
С 20 марта 1848 года был членом так называемой Кентерберийской ассоциации, занимавшейся основанием британской колонии в Новой Зеландии. Был известен как крупный благотворитель.